# Jorge Arreaza
Jorge Alberto Arreaza Montserrat (Caracas, 6 de junio de 1973) es un internacionalista, docente y político venezolano, que ha ocupado diversos cargos en el gabinete del presidente Hugo Chávez y el de su sucesor, Nicolás Maduro. Arreaza ha asumido diversas responsabilidades en el Ejecutivo venezolano, desde el 9 de marzo de 2013 hasta el 6 de enero de 2016 fue el Vicepresidente de Venezuela, cargo que ejerció simultáneamente con el de Ministro de Ciencia, Tecnología e Innovación, este último hasta el 21 de abril de 2013. A su salida de la vicepresidencia se mantuvo en el gabinete de Maduro como vicepresidente sectorial para el área social, cargo que ejerció junto con el de ministro de Educación Universitaria, Ciencia y Tecnología.
Posteriormente salió del gobierno, para luego reincorporarse en febrero de 2017 como ministro de Desarrollo Minero Ecológico. En agosto de 2017 fue nombrado por Maduro canciller de Venezuela, puesto que ejerció hasta el 19 de agosto de 2021. Más recientemente se desempeñó como ministro de Industrias y Producción Nacional.
Entre los años 2022 y 2024 ejerció como Ministro del Poder Popular para las Comunas y los Movimientos Sociales, cargo que compartió con la responsabilidad de enlace político para el estado Barinas por parte de la Dirección Nacional del Partido Socialista Unido de Venezuela, dentro de la cual también funge como Vicepresidente para Comunas y Movimientos Sociales. De su gestión en el ministro de Comunas destacó el proceso de renovación de vocerías, realizando más de 26.000 elecciones en toda Venezuela.

## Biografía

### Estudios
Jorge Alberto Arreaza Montserrat, nació en Caracas el 6 de junio de 1973; como el menor de los tres hijos de Gustavo Adolfo Arreaza Arreaza y Celenia Mercedes Montserrat Pérez. Sus hermanos son: Celenia Mercedes (1961) y Gustavo Adolfo (1964). Vivió parte de su niñez y adolescencia en España, cuando su padre fue cónsul de Venezuela en Tenerife y en Vigo.[cita requerida]
Se tituló en 1996, como licenciado en estudios internacionales de la Universidad Central de Venezuela (UCV).[cita requerida] Durante sus años universitarios, ocupó la presidencia del Centro de Estudiantes de su Escuela y fue miembro de la presidencia de la Federación de Centros Universitarios (FCU).[cita requerida] Especialista en política social egresado del CENDES, Universidad Central de Venezuela (1998) y magíster en estudios europeos de la Universidad de Cambridge, Reino Unido (2000).[cita requerida]

### Carrera política
Al regresar a Venezuela, se desempeñó como analista, coordinador de la Sala Situacional del Grupo Parlamentario Venezolano del Parlamento Latinoamericano desde 2000 hasta 2003 y paralelamente fue profesor de la escuela de estudios internacionales de la UCV, dictando el Seminario de Europa hasta el 2007; donde conoció a su primera esposa, Rosa Virginia Chávez; hija de Hugo Chávez Frías. Fue moderador de los programas de opinión “Diálogo Abierto” y “Debate Socialista” en Venezolana de Televisión y miembro del equipo del espacio radial “Sin Trabas”, que transmitía la emisora YVKE Mundial Radio. Dictó diversas conferencias, sobre el acontecer político nacional, internacional y comunicacional, escribió varios artículos en medios impresos y digitales, como el semanario Temas Venezuela, la revista América XXI, Aporrea y la página web de Radio Nacional de Venezuela.[cita requerida]
Fue coordinador del Sistema de Formación Socialista Simón Rodríguez del PSUV. En noviembre de 2005, fue designado como presidente de la Fundación Gran Mariscal de Ayacucho (Fundayacucho);  cargo que desempeñó hasta diciembre de 2009. En enero de 2010, fue nombrado Viceministro para el Desarrollo Científico y Tecnológico del entonces Ministerio del Poder Popular para Ciencia, Tecnología e Industrias Intermedias, para posteriormente asumir como Ministro del Poder Popular para Ciencia, Tecnología e Innovación, cuando se decide dividir el ministerio y crear la cartera de Industrias.

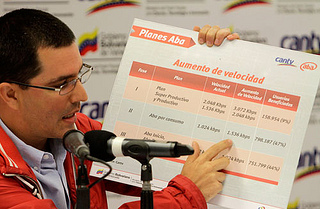
Jorge Arreaza anunciando el aumento del tope de velocidad de internet de CANTV.

El expresidente Hugo Chávez, se apoyó en Arreaza en sus últimos actos como Presidente de la República  y luego su sucesor, Nicolás Maduro; le nombró Vicepresidente Ejecutivo en su primer acto de gobierno como Presidente Encargado. Maduro, igualmente ratificó a Arreaza como su Vicepresidente Ejecutivo; luego de ganar las elecciones presidenciales de abril de 2013  y posteriormente en 2014. Desde la Vicepresidencia Ejecutiva, Arreaza coordinó gran parte de la acción de gobierno; particularmente, el despliegue del "gobierno de calle"; metodología de abordaje directo en las comunidades que propició el presidente Maduro.
En 2016, es designado Vicepresidente para el Desarrollo Social y la Revolución de las Misiones, cargo que ejercería en conjunto con el de Ministro del Poder Popular para la Educación Universitaria, Ciencia y Tecnología hasta inicios del año 2017. El presidente de Venezuela Nicolás Maduro, anunció el 19 de febrero de 2017; su designación como Ministro del Poder Popular para el Desarrollo Minero Ecológico.
El 2 de agosto de 2017, luego de la elección de la Asamblea Nacional Constituyente; el presidente Nicolás Maduro, designó a Arreaza como titular de la Cancillería de Venezuela. El 19 de agosto de 2021, fue nombrado por el presidente Nicolás Maduro; como nuevo ministro del Poder Popular de Industrias y Producción Nacional, dejando la cancillería de Venezuela en manos del hasta entonces embajador en la República Popular China; Félix Plasencia.
Fue candidato por el Gran Polo Patriótico, a la gobernación del estado Barinas; en la repetición de las elecciones ordenadas por el Tribunal Supremo de Justicia para la entidad, perdiendo frente Sergio Garrido; que ganó con el 55% de los votos, en una contienda desigual de condiciones; lleno de irregularidades contra Garrido, siendo el primer candidato chavista en perder la gobernación de dicho estado. Arreaza, reconoció su derrota a través de un tuit; antes del boletín oficial. En marzo de 2022, fue nombrado Ministro de Comunas y Movimientos Sociales por Nicolás Maduro.
En febrero de 2024, los países de la Alianza Bolivariana para los Pueblos de Nuestra América (ALBA-TCP); emitieron un comunicado, anunciando la designación de Arreaza como Secretario Ejecutivo; en sustitución de Félix Plasencia.
El 1 de abril de 2025, fue designado como rector de la Universidad Nacional de las Comunas.

## Vida personal
Arreaza estuvo casado desde 2007 hasta 2017, con Rosa Virginia Chávez Colmenares (1978), con quien tuvo a su primer hijo, Jorge Alejandro; nacido el 18 de septiembre de 2007. El 30 de septiembre de 2018 nació su otro hijo, Daniel Alberto; fruto de su relación con Germania Milagros Fernández Ferrante (1981), con quien se casó el 27 de marzo de 2022.